# 126 av. J.-C.
Cette page concerne l'année 126 av. J.-C. du calendrier julien proleptique.

## Événements
- 2 juillet 127 av. J.-C. (1er janvier 628 du calendrier romain) : début à Rome du consulat de Marcus Aemilius Lepidus et Lucius Aurelius Orestes[1].
  - Proposition de loi de M. Iunius Pennus pour chasser de Rome les non-citoyens, à laquelle s’oppose Caïus Gracchus[2].
  - Questure de C. Gracchus en Sardaigne aux côtés du consul Orestes. Durant l'hiver, il parvient à réquisitionner des vêtements chauds pour les troupes qui en manquaient avec l'accord des communautés locales[2].
- 27 mai (11 novembre du calendrier romain) : triomphe du proconsul Manius Aquilius après sa victoire sur Aristonicos en Asie[1].

- Le général chinois Zhang Qian revient d'une mission d'exploration en Asie centrale. Cette initiative atteste l'ouverture de la route de la soie qui relie la Chine à la Méditerranée[3]. Zhang Qian décrit le Ferghana, la Sogdiane (Samarcande) et la Bactriane, les territoires des Wusun, des Yuezhi et des Aorses, et mentionne les Parthes et l'Inde[4]. Il ramène des pieds de vigne d'Ouzbékistan, mais la plante restera médicinale[5].

- Un aventurier, Alexandre II Zabinas, allié à Ptolémée VIII, se fait passer pour le fils d’Alexandre Ier Balas et renverse le roi séleucide Démétrios II Nicator, le capture et le tue à Tyr (126-125 av. J.-C.)[7]. Tyr devient indépendante des Séleucides. Séleucos V Nicator, fils de Démétrios II Nicator lui succède, mais est assassiné à son tour par son frère Antiochos VIII, associé au pouvoir par Cléopâtre Théa[6].

- Ptolémée VIII reprend Alexandrie. Cléopâtre II s’enfuit en Syrie avec le trésor royal[8].

## Naissances
- Quintus Roscius Gallus, acteur romain

## Décès
- Démétrios II Nicator, roi séleucide, renversé par Alexandre II Zabinas.
- Polybe, historien